# Jhojan García
Jhojan Orlando García Sosa (Fusagasugá, Cundinamarca, 10 de enero de 1998) es un ciclista profesional colombiano de ruta. Desde 2024 corre para el equipo colombiano Colombia Potencia de la Vida-Strongman de categoría Continental.

## Palmarés
2014
- Vuelta del Futuro de Colombia, más 1 etapa

2016
- Vuelta del Porvenir de Colombia

2019
- 2.º en el Campeonato de Colombia Contrarreloj sub-23
- 2.º en el Campeonato de Colombia en Ruta sub-23
- 1 etapa de la Vuelta al Valle del Cauca[2]

## Resultados en Grandes Vueltas y Campeonatos del Mundo
Durante su carrera deportiva ha conseguido los siguientes puestos en las Grandes Vueltas y en los Campeonatos del Mundo:
| Carrera         | Carrera         | 2017 | 2018 | 2019 | 2020 | 2021 | 2022 | 2023 |
| --------------- | --------------- | ---- | ---- | ---- | ---- | ---- | ---- | ---- |
|                 | Giro de Italia  | —    | —    | —    | —    | —    | —    | —    |
|                 | Tour de Francia | —    | —    | —    | —    | —    | —    | —    |
|                 | Vuelta a España | —    | —    | —    | 71.º | —    | —    | —    |
| Mundial en Ruta | Mundial en Ruta | —    | —    | —    | —    | —    | —    | —    |

—: no participa

Ab.: abandono

## Equipos
- Manzana Postobón Team (2017-05.2019)
- Medellín[3] (06.2019-12.2019)
- Caja Rural-Seguros RGA[4] (2020-2023)
- Colombia Potencia de la Vida-Strongman (2024-)